# Zach Werenski
Zachary Werenski (ur. 19 lipca 1997 w Grosse Pointe, Michigan) – amerykański hokeista, gracz ligi NHL, reprezentant Stanów Zjednoczonych.
Jest pochodzenia polskiego, jego dziadek pochodził z Polski.

## Kariera klubowa
- University of Michigan (17.07.2014 - 29.03.2016)
- Columbus Blue Jackets (29.03.2016 - )
  -  Lake Erie Monsters (2016)

## Kariera reprezentacyjna
- Reprezentant USA na MŚJ U-20 w 2015
- Reprezentant USA na MŚJ U-20 w 2016

## Sukcesy
Indywidualne
- Debiutant miesiąca NHL - listopad 2016
- Występ w Meczu Gwiazd NHL w sezonie  2017-2018

Reprezentacyjne
- Brązowy medal z reprezentacją USA na  MŚJ U-20 w 2016